# Fons Monetari Internacional
El Fons Monetari Internacional (FMI) és l'organització internacional encarregada de vigilar el sistema financer global, d'observar les taxes de canvi de monedes i la balança de pagaments, i d'oferir assistència tècnica i financera quan calgui.
Cal destacar, a més de les diferents polítiques reguladores i conciliadores a escala internacional, l'establiment del patró or/dòlar. Aquest patró equiparava el valor de les divises a una certa quantitat de dòlars (tal com es fa en l'actualitat) però sempre a un tipus fix (és a dir, en aquells anys no hi havia variacions en aquest aspecte entre els països regulats pel Fons Monetari Internacional). Aquesta mesura, que és una de les causes primeres de la creació del Fons Monetari Internacional, es mantindria en vigor fins a la crisi de 1973, quan va ser derogada la clàusula que regia les regulacions monetàries en aquest aspecte.
El Fons Monetari Internacional forma part dels organismes especialitzats de les Nacions Unides, essent una organització intergovernamental que compta amb 187 membres. Actualment té la seu a Washington DC i la seva directora gerent és la francesa Christine Lagarde, des del 28 de juny de 2011, any en què va substituir el també francès Dominique Strauss-Kahn, el qual va renunciar després d'haver estat acusat d'agressió sexual.
Aquesta institució i el Banc Mundial es coneixen com les Institucions de Bretton Woods, que es van crear a partir dels Acords de Bretton Woods.

## Organització i propòsit
El Fons Monetari Internacional es descriu com "una organització de 190 països que treballen per a promoure la cooperació monetària global, assegurar l'estabilitat financera, promoure l'ocupació i el creixement econòmic sostenible, i reduir la pobresa". De tots els membres de l'ONU només Corea del Nord, Cuba, Liechtenstein, Tuvalu i Nauru han escollit no pertànyer-hi, o estan integrats i representats per altres països.
Part de la seva missió ha estat donar suport als països que experimenten dificultats econòmiques. Els estats membres amb problemes en la balança de pagaments poden sol·licitar ajuda en forma de préstecs i/o administració de l'economia. Els països que són ajudats han de realitzar certes reformes econòmiques imposades per l'FMI, "per evitar que es repeteixi la situació", cosa que sovint ha estat fortament criticada, especialment pels moviments antiglobalització.
El Fons Monetari Internacional té com unitat monetària de càlcul el Dret Especial de Gir. El DEG és un actiu de reserva internacional creat el 1969 per l'FMI per complementar els actius de reserva existents dels països membres. Els DEG són assignats als països membres amb relació a les seves quotes a l'FMI. Igualment, el DEG s'usa en molts altres organismes internacionals, particularment en les institucions de Bretton Woods o en els préstecs que aquestes atorguen a tercers països. El seu càlcul es basa en una cistella de monedes fonamentals del món. Inicialment, el valor del DEG, es defineix com el valor equivalent a 0,888671 grams d'or fi, que era l'equivalent d'un dòlar americà, moneda de referència del sistema de canvis internacional. Quan el sistema de Bretton Woods cau, el 1973, el DEG adopta la seva forma moderna, pel càlcul de la qual s'usen les monedes més presents en el mercat de canvis internacional: el dòlar d'EUA, l'euro, la lliura esterlina i el ien japonès. El valor del DEG en dòlars estatunidencs es publica diàriament a la pàgina web de l'organisme, en funció dels tipus de canvi (cotitzacions) de les diverses monedes en dòlars al migdia a la borsa de Londres.
Un altre objectiu és promoure la cooperació internacional en temes monetaris internacionals i facilitar el moviment del comerç a través de la capacitat productiva.
Des de la seva fundació promou l'estabilitat canviària i règims de canvi ordenat a fi d'evitar depreciacions canviàries competitives, facilita un sistema multilateral de pagaments i de transferències per a les transaccions, tractant d'eliminar les restriccions que dificulten l'expansió del comerç mundial. Així mateix, assessora els governs i als bancs centrals en el desenvolupament de sistemes de comptabilitat pública.
D'acord amb l'article I del Conveni constitutiu de l'FMI, els objectius del Fons Monetari Internacional són:
1. Fomentar la cooperació monetària internacional per mitjà d'una institució permanent que serveixi de mecanisme de consulta i col·laboració en qüestions monetàries internacionals.
2. Facilitar l'expansió i el creixement equilibrat del comerç internacional, contribuint així a assolir i mantenir alts nivells d'ocupació i d'ingressos reals i a desenvolupar els recursos productius de tots els països membres com a objectius primordials de política econòmica.
3. Fomentar l'estabilitat en els intercanvis de divises, procurar que els països membres mantinguin règims de canvis ordenats i evitar depreciacions canviàries competitives.
4. Facilitar l'establiment d'un sistema multilateral de pagaments per les transaccions corrents que es realitzen entre els països membres, i eliminar les restriccions canviàries que dificulten l'expansió del comerç mundial.
5. Infondre confiança als països membres posant a la seva disposició temporalment i amb les garanties adequades els recursos generals del Fons, donant-los així oportunitat que corregeixin els desequilibris de les seves balances de pagaments sense recórrer a mesures pernicioses per a la prosperitat nacional o internacional.
6. D'acord amb els punts anteriors, Escurçar la durada i disminuir el grau de desequilibri de les balances de pagaments dels països membres.

## Història
El Fons Monetari Internacional es va crear per mitjà de les Nacions Unides. La idea es va originar després d'una conferència internacional de Finances al poble de Bretton Woods, part del municipi de Carroll (Nou Hampshire), als Estats Units, el 22 de juliol, 1944, que van desembocar en els Acords de Bretton Woods, si bé el seu funcionament fou esbossat anteriorment en el Pla White. Els articles de l'acord van entrar en vigor el 27 de desembre, 1945, i l'organització es va fer realitat el maig de 1946, com a part d'un pla de reconstrucció posterior a la Segona Guerra Mundial, i va començar a realitzar operacions financeres l'1 de març, 1947.
Originalment, l'FMI es va crear com un fons a curt termini per a l'estabilització de les taxes de canvi durant 1945-1971. Després de la fi dels sistemes de canvi fixos en els anys setanta, la seva funció va canviar. Amb l'arribada del neo-liberalisme a les polítiques econòmiques dels Estats Units i Europa Occidental, el FMI ara assisteix a les nacions deutores amb problemes per complir amb els dèficits de les balances de pagaments sota la condició que aquests països han d'emprendre reformes congruents amb el neo-liberalisme i l'economia clàssica. Hi ha hagut moltes crítiques sobre les reformes, i certs economistes creuen, per exemple, que la crisi argentina del 2001 va ser provocada per elles.
El nou ordre econòmic proposat pel representant americà Harry Dexter White reposava sobre tres regles:
- Cada Estat havia de definir la seva moneda respecte a l'or, o al dòlar americà ell mateix convertible en or. Se'n desprenia per a cada moneda una paritat oficial en or o en dòlar (sistema dit de «patró de canvi-or» o «gold excanvi estàndard»).
- El valor de les monedes sobre el mercat dels canvis no havia de fluctuar més que en un marge d'1% respecte a la seva paritat oficial.
- Cada Estat estava encarregat de defensar aquesta paritat procurant equilibrar la seva balança de pagaments.

El paper del sistema monetari internacional és promoure l'ortodòxia els diners per mantenir un entorn propici per al desenvolupament del comerç internacional, mentre que la concessió de préstecs als països en crisi amb el context de la reconstrucció de la postguerra. El Fons Monetari Internacional és més o menys complementari a altres grans institucions econòmiques creades en el moment: el Banc Internacional de Reconstrucció i Desenvolupament (també conegut com a Banc Mundial) es va establir al mateix temps que el Fons Monetari Internacional, i el GATT (Acord General sobre Aranzels Duaners i Comerç), signat poc després.
Durant les negociacions de Bretton Woods, el representant britànic, l'economista John Maynard Keynes, va voler crear una molt més important, un veritable Banc Mundial per tal d'emetre una moneda internacional, el "Bancor". Aquesta proposta va ser rebutjada. Que hauria significat per als Estats Units una pèrdua de sobirania en relació amb una institució internacional i que han impedit gaudir de la posició dominant del dòlar dels EUA en el moment.

## L'FMI en virtut de les institucions de Bretton Woods

### Funcionament
El paper del Fons Monetari Internacional ha sigut el d'intentar de garantir el correcte funcionament del sistema monetari de Bretton Woods. Quan alguns països no han pogut arribar a mantenir el valor de la seva moneda en el rang d'1% previst pels acords de 1944, que podria utilitzar l'avaluació o revalorització en el seu cas. Si els seus ajustos monetaris han de ser per sobre del 10%, llavors han d'obtenir l'aprovació prèvia de l'organització.
En un intent per evitar aquesta situació, el Fons Monetari Internacional té un paper d'intermediari financer entre els Estats membres. Cada Estat haurà de pagar a l'organització una suma determinada, anomenada shares i l'import es determina pel seu poder econòmic, mesurat pel mateix PIB i per la importància del seu comerç exterior. 25% d'aquesta quota ha de ser pagada en or, i la resta en moneda nacional. En cas de desequilibri en la seva balança de pagaments podria posar en perill l'equilibri monetari en el mercat de divises, cada país membre pot obtenir automàticament el 25% de la seva quota (dret de gir), permetent suport, mitjançant la compra de la seva moneda. Si l'FMI ho considera necessari, pot donar a aquest país de fins a 125% de la seva quota. Els seus préstecs estan destinats a permetre que Bancs Centrals per a la defensa de les seves monedes en el mercat de divises.
La concessió d'aquests fons està subjecta a les condicions i el país candidat ha de comprometre's en una política d'ajustament assessorats per l'organització per abordar les causes de la depreciació de la seva moneda.
L'FMI també treballa amb un sistema electoral de majoria, on els vots són ponderats per l'import de la quota. Així que en els seus inicis, els Estats Units tenen el 25% de la votació. Els Estats Units també són els únics amb dret de vet dins de l'organització.
Cal remarcar de què en un sistema d'aquest tipus, només els Estats Units no han de preocupar-se, a priori, el preu de la seva moneda, ja que actua com una norma. Així doncs, els Estats Units podrien experimentar importants dèficits sense estar subjecte a les observacions de l'FMI.

### Primeres propostes de reforma
En el marc del sistema de Bretton Woods, cada banc central nacional ha de ser capaç de compartir or, o en dòlars, qualsevol quantitat de la seva moneda nacional, que li sigui sol·licitada per un propietari estranger (la convertibilitat externa). És a dir, que un banc nacional com el Banc de França, deu, si un alemany posseeix francs i li demana de canviar amb dòlars dels EUA o l'or. En aquest sistema, el dòlar era massa escàs per a aquesta funció desitjada, però a partir de la dècada de 1950, el dèficit dels EUA va permetre fer del dòlar una moneda abundant. El 1959, alguns països van demanar als Estats Units de convertir els seus dòlars en or, cosa que va provocar una crisi en el primer sistema. Davant d'aquesta crisi, l'economista belga Robert Triffin (L'or i el dòlar de la crisi, 1960) proposa una reforma de l'FMI. Segons el sistema monetari de Bretton Woods s'enfronta a un dilema, ara conegut com a dilema (o paradoxa) de Triffin per les següents raons
- Els Estats Units han de proporcionar a la resta del món grans quantitats de dòlars per permetre el creixement del comerç mundial en el qual els assentaments es realitzen amb aquests diners;
- Al mateix temps, han de mantenir el valor del dòlar contra l'or, que és la contrària a limitar l'emissió de moneda.

Per Robert Triffin, els préstecs concedits pel Fons són insuficients per permetre que els bancs centrals en la dificultat per mantenir la paritat oficial de la seva moneda en el mercat de divises. Ell vol un paper més fort de l'organització, en permetre majors préstecs es concediran, no en moneda nacional, però en una unitat de compte comú i adequada amb el FMI. En aquest sistema tots els països han de fer un model uniforme de les seves reserves. Els seus dipòsits es registren en una unitat comuna que no és el dòlar, però també seria convertible en or. La nova unitat de compte sota el control del FMI ajudaria a l'estabilitat del sistema monetari internacional, i resoldre la contradicció que es deriva del paper del dòlar dels EUA. Aquesta famosa proposta no va ser utilitzada, encara que el diagnòstic de Robert Triffin era correcte.

### Creació de drets especials de gir
Una crisi semblant a la fi del decenni de 1950 es va produir al final de la dècada vinent. Una vegada més els especuladors juguen amb el dòlar. Els titulars del dòlar sol·licitant la seva conversió en or, el març del 1968 van provocar la suspensió de la convertibilitat externa del dòlar, una mesura destinada a limitar la sortida d'or de les dels Estats Units. El 1969, davant la incapacitat del dòlar per exercir la seva antiga funció, el FMI crearà a partir de zero una nova moneda, encara existent, la DEG (drets especials de gir).
El DEG és doncs una moneda definida per una de paritat en or; ella se li va concedir diverses vegades a diferents països d'acord amb la seva participació, per crear noves liquiditats internacionals (1970, 1978 i 1981 i recentment en alguns països no són membres de l'organització a les dades anteriors, amb la finalitat d'equitat). Ara es defineixen per referència a una cistella de monedes (els cinc més importants), DEG s'utilitza principalment pels bancs centrals (i usos molt concrets: serveix per exemple de moneda de compte als operadors telefònics per al pagament de les taxes d'interconnexions internacionals).

### La fi de Bretton Woods
El gener de 1976, els membres del FMI signen els Acords de Jamaica, que poden reflotar les monedes. La principal funció inicial de l'FMI, a fi de garantir l'estabilitat del tipus de canvi dins d'un marge de l'1%, ha desaparegut.

## Diferències entre el FMI i el Banc Mundial
Hi ha molta confusió sobre la diferència entre el FMI i el Banc Mundial, la seva organització germana. El FMI està encarregat dels balanços comercials dels estats membres com auditor independent, a més de les funcions esmentades anteriorment. El Banc Mundial, d'altra banda, dona préstecs a llarg termini per a certs propòsits generals. Com banc d'inversió és un intermediari entre els creditors (governs o països) i els prestadors (corporacions o individus). El FMI només dona préstecs quan els seus països membres necessiten estabilitzar les seves economies o les taxes de canvi ràpidament, i aquests préstecs han de ser pagats en un lapse de 5 anys.

## Atorgament de recursos financers
Atorga temporalment aquells recursos financers als membres que experimenten problemes en la seva balança de pagaments.
Un país membre té accés automàtic al 25% de la seva quota si experimenta dificultats de balança de pagaments. Si necessita més fons (gairebé sempre), ha de negociar un pla d'estabilització. S'aspira a aconseguir que qualsevol membre que rebi un préstec el pagui al més aviat possible per a no limitar l'accés de crèdit a altres països. Abans que això passi, al país sol·licitant del crèdit ha d'indicar en quina forma es proposa resoldre els problemes de la seva balança de pagaments de manera que li sigui possible reemborsar els diners en un període d'amortització de tres a cinc anys, encara que a vegades arriba als 15 anys.

## Directors Administratius
No és una regla oficial, però els directors administratius del FMI han de ser europeus, i el president del Banc Mundial, nord-americà.

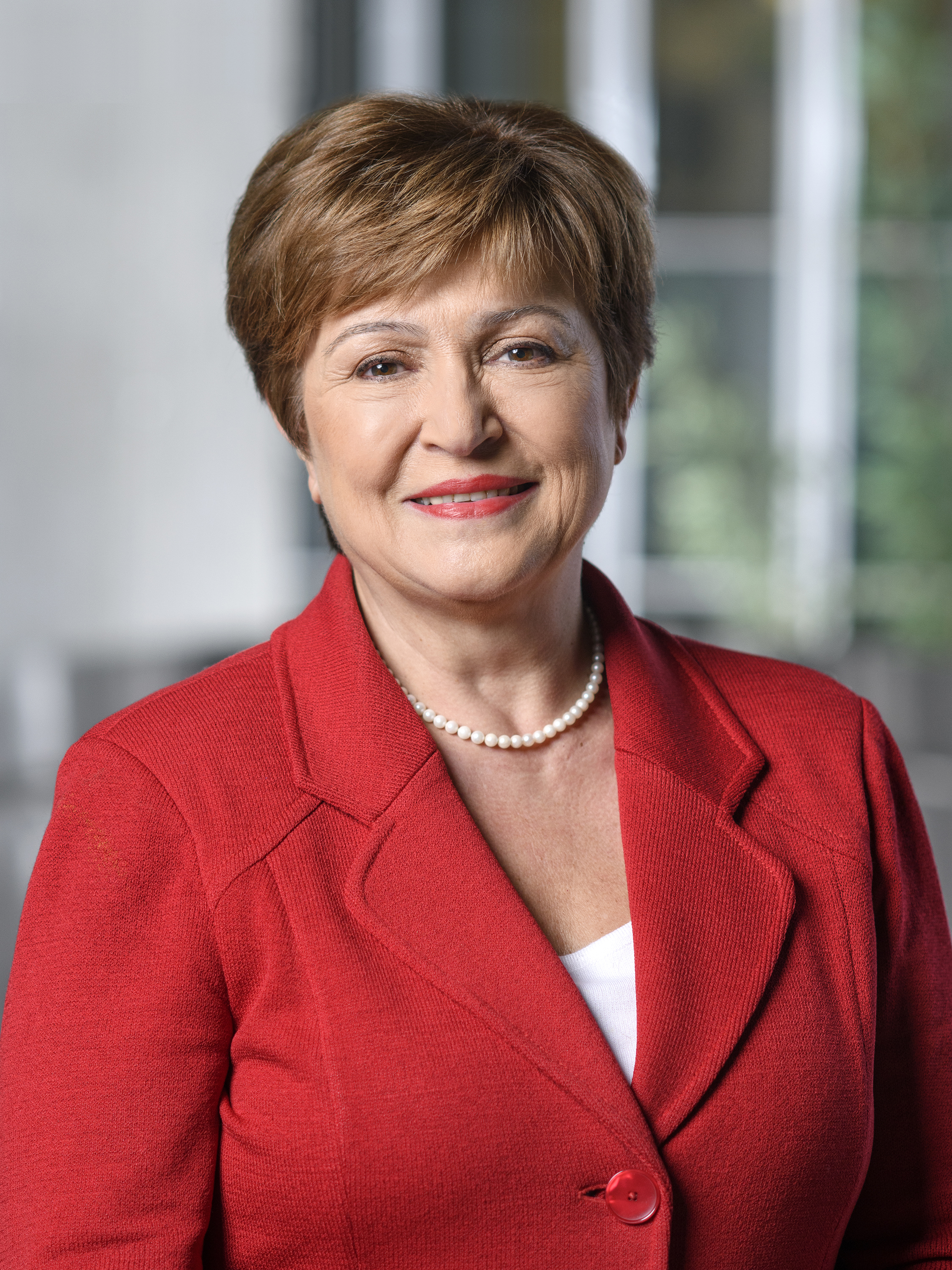
Kristalina Gueorguieva, actual directora del Fons Monetari Internacional

| Dates                                              | Nom                    | Nacionalitat  |
| -------------------------------------------------- | ---------------------- | ------------- |
| 6 de maig de 1946 - 5 de maig de 1951              | Camille Gutt           | Bèlgica       |
| 3 d'agost de 1951 - 3 d'octubre de 1956            | Ivar Rooth             | Suècia        |
| 21 de novembre de 1956 - 5 de maig de 1963         | Per Jacobsson          | Suècia        |
| 1 de setembre de 1963 - 31 d'agost de 1973         | Pierre-Paul Schweitzer | França        |
| 1 de setembre de 1973 - 16 de juny de 1978         | Johannes Witteveen     | Països Baixos |
| 17 de juny de 1978 - 15 de febrer de 1987          | Jacques de Larosière   | França        |
| 16 de febrer de 1987 - 14 de febrer de 2000        | Michel Camdessus       | França        |
| 1 de maig de 2000 - 4 de març de 2004              | Horst Köhler           | Alemanya      |
| 4 de març de 2004 - 7 de juny de 2004 (interina)   | Anne Osborn Krueger    | Estats Units  |
| 7 de juny de 2004 - 31 d'octubre de 2007           | Rodrigo Rato           | Espanya       |
| 1 de novembre de 2007 - 18 de maig de 2011         | Dominique Strauss-Kahn | França        |
| 18 de maig de 2011 - 5 de juliol de 2011 (interì)  | John Lipsky            | Estats Units  |
| 5 de juliol de 2011 - 12 de setembre de 2019       | Christine Lagarde      | França        |
| 2 de juliol de 2019 - 1 d'octubre de 2019 (interí) | David Lipton           | Estats Units  |
| 1 d'octubre de 2019 - present                      | Kristalina Gueorguieva | Bulgària      |

## Ressorgiment
A la cimera de G20 de 2009, el Fons Monetari Internacional quadruplicà la seva capacitat financera a 1 bilió de dòlars. A més se li va encarregar supervisar si els països estimulaven suficientment les seves economies i si estaven reformant els seus sistemes regulatius, a més d'alertar sobre els problemes financers. Prop de 500.000 milions dòlars seran destinats a rescatar les economies en problemes i l'organisme disposa d'una línia de crèdit que no exigeix als deutors dur a terme reformes econòmiques impopulars, com la reducció de la despesa fiscal, encara que només alguns països es qualifiquen per a aquest tipus de crèdit. Per als altres països, el fons obligarà que es redueixin les despeses fiscals o s'elevin les taxes d'interès encara que tractarà de protegir els programes per als més pobres
El març de 2008 les accions amb dret a vot dels països en desenvolupament al 'Fons Monetari Internacional creixerien en 5,4 punts percentuals. Per al Brasil, això significa un 1,7%. La participació de la Xina és de 3,8%. Aquests augments marginals encara no entren en efecte. Durant la reunió del Fons Monetari Internacional a l'abril, els països li van encarregar la missió de combatre l'actual recessió global i impedir que es produeixin noves recessions. Per això últim, s'està duent a terme una prova del sistema d'advertiment primerenca, donant advertències i dictant polítiques als països de manera privada.

### Reformes
- Modernitzar la condicionalitat: les condicions dels préstecs seran d'objectius precisos i els criteris d'execució estructural s'eliminaran de tots els programes.[7]
- Línia de Crèdit Flexible: per països amb fonaments polítics i econòmics sòlids. No estan subjectes als objectius de polítiques acordats pel país, els seus terminis de reemborsament de 3 anys i mig a 5, de ser renovable i per a ús de balança de pagaments i contingents.[7]
- Enfortir els acords stand-by: amb major flexibilitat.[7]
- Duplicació dels límits de l'accés al finançament: els nous límits anuals i acumulatius d'accés al finançament no concessionari de l'FMI són de 200% i 600% de la quota, respectivament.[7]
- Simplificar els costos i venciments[7]
- Simplificar els serveis: s'eliminaran els serveis poc utilitzats que seran inclosos en les LCF (línies de crèdit flexible).[7]
- Reforma dels serveis per als països de baixos ingressos.[7]

## Crítiques a l'acció del Fons Monetari Internacional
Tanmateix, les seves polítiques (especialment, els condicionaments que imposa als països en vies de desenvolupament per al pagament del seu deute o en atorgar nous préstecs) han estat severament qüestionades com causants de regressions a la distribució de l'ingrés i perjudicis a les polítiques socials. Algunes de les crítiques més intenses han sortit de Joseph Stiglitz, ex-Economista Cap del Banc Mundial i Premi Nobel d'Economia 2001.
Algunes de les polítiques criticades són:
- Sanejament del pressupost públic a costa de la despesa social. L'FMI apunta que l'Estat no ha d'atorgar subsidis o assumir despeses de grups que poden pagar per les seves prestacions, encara que en la pràctica això ha resultat en la disminució de serveis socials als sectors que no estan en condicions de pagar.
- Generació de superàvit fiscal primari suficient per cobrir els compromisos de deute extern.
- Eliminació de subsidis, tant en l'activitat productiva com en els serveis socials, juntament amb la reducció dels aranzels.
- Reestructuració del sistema impositiu. Per tal d'incrementar la recaptació fiscal, ha impulsat generalment la implantació d'impostos regressius de fàcil percepció (com l'Impost al Valor Afegit)
- Eliminació de barreres canviàries. El Fons Monetari Internacional en aquest punt és partidari de la lliure flotació de les divises i d'un mercat obert.
- Implementació d'una estructura de lliure mercat en pràcticament tots els sectors de béns i serveis, sense intervenció de l'Estat, que només ha d'assumir un rol regulador quan calgui.
- El concepte de serveis, en la interpretació del Fons Monetari Internacional, s'estén fins a comprendre àrees que tradicionalment s'interpreten com estructures d'assegurament de drets fonamentals, com l'educació, la salut o la previsió social.
- Polítiques de flexibilitat laboral, entès com la desregulació del mercat de treball.

Aquests punts van ser centrals en les negociacions de l'FMI a Llatinoamèrica com a condicionants de l'accés dels països de la regió al crèdit, en la dècada de 1980. Les seves conseqüències van ser una desacceleració de la industrialització, o desindustrialització en la majoria dels casos. Amb ells es tornava a economies exportadores de matèries primeres. Les mesures aplicades van generar fortes diferències en la distribució de l'ingrés i un augment de la desigualtat, juntament amb la desaparició o restricció de les xarxes socials de suport atorgades anteriorment per l'Estat. Encara que ja existien desigualtats socials anteriorment, les mesures les exacerbacions. En molts països en desenvolupament d'Amèrica Llatina i Àfrica, l'aplicació d'aquestes mesures va ser duta a terme per governs dictatorials, i van significar una integració desequilibrada a l'economia mundial.
És de notar, d'altra banda, que els models de política d'industrialització per substitució d'importacions d'alguns països en desenvolupament presentaven ja anomalies al subsidi costos de manufactura i vendes més cars internament, per mitjà de mercats captius, en relació als costos i preus externs.
Les recessions a diversos països llatinoamericans a la darreria de la dècada dels noranta i crisis financeres com la de l'Argentina del 2001, són presentades com a proves del fracàs de les "receptes" del Fons Monetari Internacional, per tal com aquests països determinaren la seva política econòmica sota les recomanacions de l'organisme.

### Vot censatari i parcialitat
Els Estats Units és el principal contribuent de l'FMI, i posseeix també el 16,79% dels drets de vot. La Unió Europea posseeix el 32,1% dels drets de vot. Els primers 10 països, que representen més del 50% del PIB mundial, tenen la majoria dels drets de vot, mentre que l'FMI té 187 països membres. Què és la crítica dels detractors dient que l'FMI és una eina per als països grans, que els fons del Fons Monetari Internacional per imposar els punts de vista de l'organització econòmica en el país que opten per recórrer al finançament de l'FMI. Aquest sistema de sufragi és criticat, especialment pels proponents de la globalització democràtica.
Segons una regla no escrita, el director de l'FMI és un europeu (Europa selecciona un probable candidat per guanyar l'aprovació de la junta), mentre que el president del Banc Mundial és un d'Amèrica dels Estats Units. Alguns líders dels països en desenvolupament estan en contra d'aquesta norma, com el President de la Comissió de la Unió Africana Alpha Oumar Konaré, que vol acabar amb aquesta última norma. Aquesta norma també va ser criticada pel ministre rus d'Hisenda, Alexei Kudrin, que considera que aquest sistema de selecció és també injust per als altres grans països del món, com el Brasil, l'Índia o la Xina.
El desglossament dels drets de vot planteja per alguns la qüestió de l'equitat de l'FMI: a La Gran desil·lusió de l'economista Joseph Stiglitz per exemple, l'FMI una institució al servei del seu principal accionista, Estats Units. La seva crítica regularment destacar el biaix de l'FMI que pot causar la disminució d'aquesta institució "si l'anàlisi dels desequilibris mundials pel FMI no és just, si el Fons no identifica els Estats Units com sent el principal culpable, no concentrar la seva atenció en la necessitat de reduir el dèficit pressupostari dels EUA a través de majors impostos per als ciutadans més rics i menor despesa en defensa, la rellevància de l'FMI és probable que disminueixi en el segle xxi.

### Política considerada perjudicial per als països en desenvolupament
Les crítiques tenen com a fonts la majoria de les organitzacions altermundialistes i també d'economistes liberals de renom (vegeu Friedman ...) o el Banc Mundial. Creuen que les intervencions de l'FMI, tot i que permeten una ruptura momentània dels països del Tercer Món d'acord que exacerben la pobresa i el deute per l'eliminació o reducció de la capacitat d'aquests Estats, millor que resoldre els seus problemes. L'argument principal es basa en el fet que el FMI va advocar per les mateixes recomanacions i els plans econòmics globals de la mateixa d'ajustament estructural (en la seva major part les privatitzacions i l'obertura del mercat interior) a qualsevol país que sol·liciti l'ajut, sense analitzar en profunditat l'estructura de cadascun. Sobre la base del consens de Washington que la majoria dels casos promouen una major obertura al capital i els serveis de béns mundials, la privatització d'empreses públiques, així com l'austeritat fiscal. Es pot prendre com a exemple l'Argentina, que va ser considerat un país model per l'FMI (que va seguir al peu de la lletra les recomanacions), però va patir una greu crisi econòmica en 2001, provocant el caos (amb cinc presidents en deu dies en 2001).

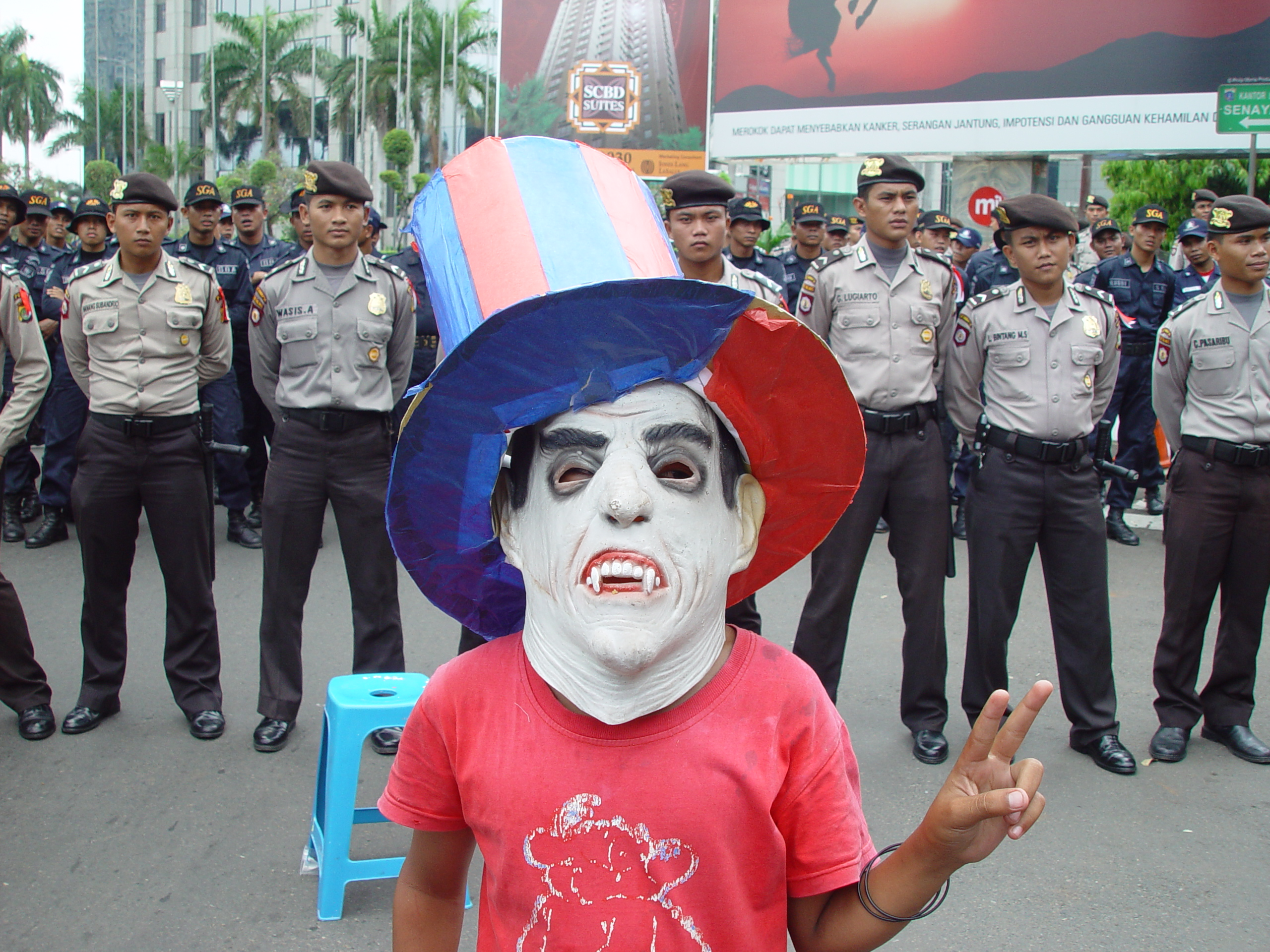
Protestes contra l'FMI i el Banc Mundial a Jakarta el 2004